# Frank Scully

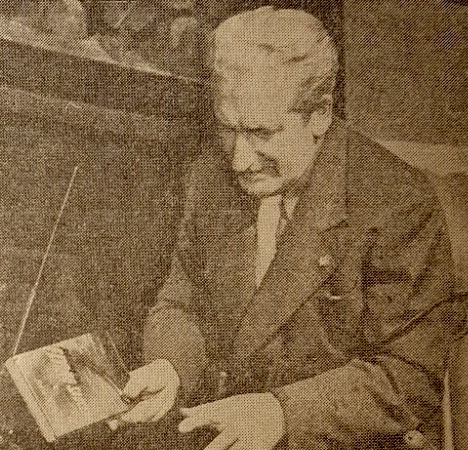
Frank Scully

Francis Joseph Scully, più noto come Frank Scully (New York, 28 aprile 1892 – Palm Springs, 23 giugno 1964), è stato un giornalista e scrittore statunitense.

## Biografia
È nato a New York il 28 aprile 1892. Frank Scully ha frequentato la scuola secondaria a New York. Verso la fine dell'adolescenza ha cominciato a soffrire di osteomielite alle gambe, malattia che lo ha costretto a periodici ricoveri ospedalieri. Finita la scuola, Scully ha studiato giornalismo alla Columbia University Graduate School of Journalism. Terminati gli studi universitari, ha cominciato a scrivere sul quotidiano The Sun.
Negli anni venti Scully si è trasferito in Europa, dove ha lavorato per la casa cinematografica di Rex Ingram, scrivendo contemporaneamente articoli per la rivista Veriety. Nel 1927 si è trasferito a Nizza, dove è diventato direttore della pubblicità della casa cinematografica Metro-Goldwyn-Mayer. Durante questo periodo la sua malattia si è aggravata e ha dovuto subire l'amputazione di una gamba. Nel 1930 ha sposato Alice Mellbye Pihl, conosciuta durante il soggiorno a Nizza, da cui avrà 5 figli. Fra il 1930 e il 1931 ha lavorato come scrittore ombra per Frank Harris. Nel 1932 ha pubblicato il suo primo libro, Fun in Bed.
Nel 1933 è rientrato negli USA con la famiglia. Ottenuto un contratto di lavoro con la 20th Century Fox si è trasferito in California, continuando a scrivere articoli per la rivista Variety a pubblicare libri. Nel 1950 Scully ha pubblicato il suo unico libro di ufologia, Behind the Flying Saucers, che ha avuto molto successo. Negli anni successivi ha continuato a lavorare come autore per il cinema, ha scritto articoli per riviste e ha pubblicato libri su vari argomenti. Scully si è occupato anche di attività filantropiche ed è stato presidente della Muscular Dystrophy Foundation of California, un'organizzazione per la lotta alla distrofia muscolare. Cattolico praticante, Scully ha fatto parte del Terzo ordine francescano. Scully è morto a 72 anni per un attacco cardiaco.

## Libri pubblicati
Scully ha pubblicato 11 libri come autore unico e 3 come coautore; ha inoltre collaborato alla realizzazione di libri di altri autori.

### Libri pubblicati come autore unico
- Fun in Bed: The Convalescent's Handbook, Simon and Schuster, 1932
- More Fun in Bed: The Convalescent's Handbook, Simon and Schuster, 1934
- Bedside Manna: The Third Fun in Bed Book, Simon and Schuster, 1936
- Just What the Doctor Ordered, Simon and Schuster, 1938
- Rogue's Gallery: Profiles of My Eminent Contemporaries, Murray & Gee, 1943
- Behind the Flying Saucers, Henry Holt and Company, 1950
- Blessed Mother Goose: Favorite Nursery Rhymes Retold for Today's Children, 1951
- Blessed Mother Goose: Nursery Rhymes for Today's Children. Illustrated by Keye Luke, House -Warven, 1951
- The Best of Fun in Bed, Simon and Schuster, 1951
- Cross My Hearth, Greenberg, 1955
- In Armour Bright: The Cavalier Adventures of My Short Life Out of Bed, Chilton Books, 1963

### Libri pubblicati come coautore
- Olga Tchirikova, Frank Scully, Sandrik, Child of Russia, Dodd, Mead & Company, 1934
- Virginia Kirkus, Frank Scully, Fun in Bed for Children: First Aid in Getting Well Well Cheerfully, Simon and Schuster, 1935
- Virginia Kirkus, Frank Scully, Junior Fun in Bed: Making a Holiday of Convalescence, Simon and Schuster, 1935

### Collaborazioni con altri autori
- Arnold Gingrich, The Bedside Esquire, Tudor Publishing Company, 1940: Scully ha scritto la parte dal titolo "The Beaut from Montana"
- Norman Sper, Norman Sper's Football Almanac (Eastern section), Greenberg Inc, 1942: Scully ha scritto l'introduzione
- Francis Dale, Kneeling in the Bean Patch, P.J. Kenedy & Sons, 1960: Scully ha scritto le prefazioni
- Gerald Walker, My Most Memorable Christmas, Pocket Books, 1963: Scully ha contribuito agli aneddoti

## Premi e onorificenze
- Fiftieth Anniversary Medal of The Columbia University School of Jornalism
- Cavaliere dell'Ordine di San Gregorio Magno